# Sputnikmusic
Sputnikmusic ou Sputnik, est un site web musical qui propose des critiques et des informations sur les sorties musicales, dont une grande partie est au format wiki. Sur le site, les professionnels et les amateurs cohabitent, se distinguant ainsi de Pitchfork, Tiny Mix Tapes, Rate Your Music et IMDB.
Source crédible et reconnue par Metacritic, Sputnikmusic sert de référence pour de nombreux autres sites pour les analyses d'albums de tous les types de musique couverts : heavy metal, punk, indie, rock, hip-hop, pop et autres.

## Histoire
Sputnikmusic est lancé en janvier 2005 par Jeremy Ferwerda comme une ramification du réseau MXTabs (en) où les analyses d'albums apparaissaient sur la section MusicanForums. Lorsque le nouveau site est lancé, il reprend l'intégralité de la sous-partie dédiée aux revues d'albums et était uniquement dédiée à du contenu amateur. Il est d'ailleurs à noter que comme le site était associé à Mxtabs, la majorité de celles-ci s'orientaient clairement vers de la musique comportant des parties à la guitare comme le metal et le rock.
En juin 2006, à la suite des plaintes déposées par la Music Publishers' Association (en) (MPA) à l'encontre des sites qui publient illégalement les tablatures, Mxtabs est fermé puis acheté par MusicNotes. Sputnikmusic devient alors une entité à part entière. Au même moment, le site s'agrandit et ajoute une partie réservée aux professionnels, ainsi qu'un système de notation pour les critiques. D'autres fonctionnalités voient le jour parallèlement avec des analyses de concerts, des interviews et des chansons MP3 en streaming.
Avec le temps, Sputnikmusic devient une source crédible, est vanté par les médias de masse et obtient sa place sur le site de regroupement des avis Metacritic, servant de référence pour de nombreux autres sites. Le personnel du site a tendance à privilégier les sorties d'albums, mais il n'est pas interdit pour un utilisateur d'ajouter l'analyse d'un album officiellement publié auparavant. Tous les types de musique sont couverts, mais des sections spécialisées au heavy metal, au punk, à l'indie, au rock, au hip-hop et à la pop sont créées. Une partie « Other » est dédiée aux autres genres tels que la musique électronique, le jazz, le reggae, le trip hop, la musique classique et les bandes son.
Le site met aussi l'accent sur des artistes moins connus avec notamment Burial, Cynic, Kayo Dot et The Tallest Man on Earth en les nommant meilleurs artistes de 2006, 2007, 2008 et 2010.

## Gestion des critiques et système de notation
Sur Sputnikmusic, il existe actuellement quatre niveaux de critiques qui permettent de définir le contenu professionnel et amateur :
- Rédacteur du Staff : ce sont les rédacteurs qui contribuent à la partie professionnelle en reliant les différents articles aux analyses et critiques. Ils sont au nombre de 28 pour le moment[6]. Trois d'entre eux sont modérateurs et administrateurs du site.
- Critique : ils ne peuvent participer à toutes les fonctions et ne peuvent être pris en compte que pour Metacritic ou Wikipédia. Malgré tout, ils sont reconnus pour être de bons rédacteurs qui produisent des textes de bonne qualité.
- Professeur émérite : statut donné à d'anciens membres du Staff qui ne contribuent plus sur le site. Leurs critiques sont considérées comme professionnelles.
- Utilisateur : cette catégorie comprend toutes les autres personnes qui ne figurent pas dans un niveau supérieur. Ils peuvent ajouter de nouveaux analyses, artistes, albums à la base de données, ainsi qu'éditer et soumettre des périodiques ou des listes.

Le système de notation de Sputnikmusic se base sur un système à 5 points, commençant à 1,0 et se finissant à 5,0 par pas de 0,5. Chaque note est associée à un mot : « Horrible » pour 1,0 à « Classique » pour 5,0.
Chaque analyse d'album montre la note attribuée par le critique, mais aussi la note donnée par les autres relecteurs sur une page associée où une moyenne arithmétique est calculée à partir de toutes les notes. Une barre de progression indique également pour chaque note le nombre de votes que cette dernière a reçu.

## Forum
Sputnikmusic abrite un forum bien connu qui porte le même nom et est divisé en sous-sections qui accueillent différents utilisateurs. La communauté de ce forum est composée d'examinateurs Sputnik réputés, ainsi que de certains autres fans de musique qui débattent de philosophie de la société moderne et d'autres arts. Repris de l'époque MXTabs (en), certains membres l'appellent encore la MX en hommage à l'ancien temps. Dès 2005, le forum acquiert une mauvaise réputation dans les cercles musicaux à cause du comportement peu modéré voire absurde de non-aficionados qui dominaient le forum pendant un moment, menant à sa progressive inactivité depuis 2008.